# Zwevende kiezer
Een zwevende kiezer is een persoon die niet verbonden is met een politieke partij of politicus of iemand die ook bereid is op andere partijen te stemmen tijdens een verkiezing dan de partij waar hij/zij mee is verbonden. Vooral vlak voor verkiezingen spelen zwevende kiezers een belangrijke rol, aangezien zij de uitslag van een verkiezing soms onvoorspelbaar maken. Daarnaast maken de zwevende kiezers vaak hun keuze door wat er zich op dat bepaalde moment afspeelt. Hierbij speelt de persoonlijkheid van partijleiders een belangrijke rol. Vaak wordt een zwevende kiezer vlak voor de verkiezingen overgehaald om op een bepaalde partij te stemmen. 